# Saint-Saulge
Saint-Saulge – miejscowość i gmina we Francji, w regionie Burgundia-Franche-Comté, w departamencie Nièvre.
Według danych na rok 1990 gminę zamieszkiwało 849 osób, a gęstość zaludnienia wynosiła 33 osoby/km² (wśród 2044 gmin Burgundii Saint-Saulge plasuje się na 275. miejscu pod względem liczby ludności, natomiast pod względem powierzchni na miejscu 261.).